# Monopolio comercial español

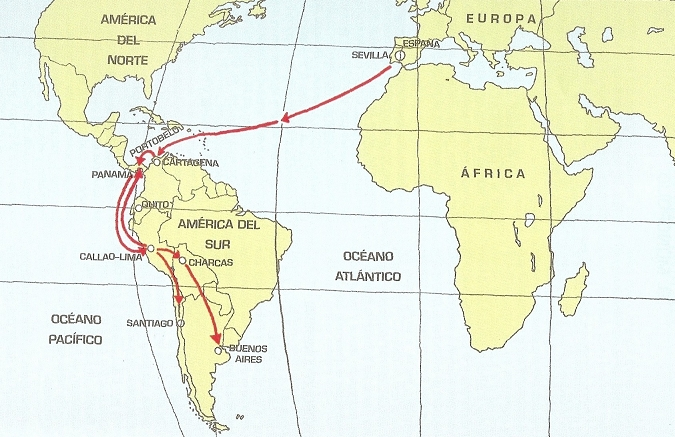

El monopolio comercial español se refiere a  una política comercial llevada a cabo por el Imperio español para el comercio en Nuevo Mundo, en virtud de la cual los territorios de América sólo podían comerciar en barcos españoles y cualquier transacción con las otras naciones europeas estaba prohibida. La causa de ello radico primeramente a motivos militares de la Casa de Austria (con el Sistema de flotas y galeones) frente a los innumerables conflictos europeos e inter-coloniales en las que participaba España (y los respectivos embargos que había entre países, junto a los intentos de sabotaje comercial, como la piratería) para custodiar la defensa del libre tráfico comercial entre la metrópoli y ultramar a través de puertos autorizados, posteriormente porque la Corona (mayormente los Borbones) buscaba aumentar su riqueza gracias a los metales preciosos (oro y plata) del Nuevo Mundo y al mercado cautivo que conseguía para sus productos, siempre y cuando lograra mantener un estricto monopolio que obligara a comerciar solamente con España. Esta situación fue difícil de conseguir, debido al permanente contrabando de productos provenientes de otras naciones europeas, sobre todo durante el siglo XVII. Sin embargo, en mínima parte significó la dependencia comercial de América con España, y más bien, buscaba la autonomía industrial de América frente a las convulsiones de la competencia internacional (agudizada en tiempos de guerra).
- Control oficial: la Casa de Contratación de Indias en Sevilla defendía el monopolio y controlaba los asuntos comerciales con América.  En algunas circunstancias donde se radicalizo, hubo restricciones a aragoneses, tratados por el Consejo de Indias en un estatus similar de "extranjeros" por no ser castellanos (pese a que la Recopilación de Leyes de las Indias dejaba claro que no lo eran en la Monarquía Hispánica), y, en menor medida, navarros, que por real cédula del 28 de abril de 1553, fueron connaturalizados.[4]
- Colaboración privada: la Casa de la Contratación de Indias contó con la colaboración del gremio de mercaderes, entre los que se incluyó una notable colonia de mercaderes genoveses a los que se les dio el privilegio exclusivo de comerciar con América, y por su parte los criollos quedaron organizados a través de los consulados de cargadores a Indias,
- Puerto único en España, Virreinato de Nueva España y Virreinato de Perú: se centralizó el comercio en tres puertos que fueron el puerto de Indias en Sevilla (hasta 1717), puerto de Veracruz y Callao en América, lo que facilitaba el control del tráfico y el pago de impuestos.
- Navegación protegida: la Flota de Indias para evitar robos y accidentes, se obligó a que la navegación fuera en convoy desde el puerto de Veracruz a Sevilla con escolta militar y por rutas fijas.

## La Casa de Contratación de 1503
Mediante real cédula, el 20 de enero de 1503, se creó en Sevilla la Casa de Contratación, organismo rector del comercio peninsular con las Indias. Contó inicialmente con un tesorero, un factor y un escribano-contador para controlar el movimiento de personas y bienes hacia las nuevas tierras. A partir de ese momento todo el comercio de exportación e importación americano del Imperio español quedaría centralizado en Sevilla (de modo excepcional a Sanlúcar y Cádiz). Asimismo, la Casa de la Contratación fiscalizaría todas las embarcaciones con destino a las Indias o procedentes de ellas que, necesariamente, debían zarpar o rendir viaje en la capital sevillana con el objeto de facilitar dicho control. La elección de Sevilla como sede de la Casa de Contratación está relacionada con la designación del puerto de Indias en el Guadalquivir como único punto para las mutuas transacciones entre la península y las Indias. En 1561 Felipe II estableció que los únicos puertos americanos para el tráfico comercial con Sevilla fueran Veracruz en México y Callao en el Perú siendo entonces Cartagena de Indias y Panamá puertos de tránsito. Los portugueses, flamencos, italianos, entre otras nacionalidades dentro del Imperio español en Europa, no se les permitía tampoco la participación en el comercio con las Indias, puesto que el monopolio proscribía el comercio con extranjeros y estos no tenían la nacionalidad del Reino de Castilla y León (quien tenía la jurisdicción política sobre las Indias).
En el reinado de Felipe III, se disiparon algunas ambigüedades sobre si los aragoneses y navarros estaban impedidos de comerciar. Ante el dilema de si eran extranjeros para las Indias por no ser súbditos de Castilla y León, Felipe III en una real cédula declara como extranjeros con gran precisión a “los que no fueren naturales de estos nuestros Reynos de Castilla, León, Aragón, Valencia, Cataluña, y Navarra, y los de las Islas de Mallorca, y Menorca, por ser de la Corona de Aragón”. Siendo así que se dio garantía a los aragoneses para viajar, residir, tratar y contratar en las Indias; así como a los navarros de poder poseer, bajo sus propios términos, prebendas y beneficios eclesiásticos en las Indias.
Durante el reinado de Felipe IV, se dieron algunos signos de liberalización, pues empezó a extender licencias a otros puertos, provincias y mercaderes peninsulares fuera de Sevilla y Cádiz para comerciar con las Indias, sobre todo a los aragoneses, a quienes se les dio una reserva de obtención de altos puestos “para todos los demás cargos, negociaciones y contrataciones” dentro de los Consejos, Audiencias y Tribunales de las Indias americanas. También algunos impuestos fueron reformados, junto a políticas anticorrupción, medidas de seguridad, selección de personal y otras tantas medidas para paliar la crisis económica generada por la Guerra de los Treinta Años. Más adelante, en 1655, Felipe IV, luego de que le permitiera a Holanda el poder comerciar con el Imperio Español en el Tratado de Münster durante la Paz de Westfalia, presionó a los Estados Generales de las Provincias Unidas de los Países Bajos para instalar un consulado español en Róterdam con el fin de que los cargamentos neerlandeses, consignados a España, obtuvieran garantía a través de unos certificados que confirmasen que los productos a comerciar no eran portugueses, ingleses o franceses, siendo firmado por los oficiales consulares en Holanda.
En el reinado de Carlos ll , debido a la gran demanda de cacao en la península, las naves venezolanas se les permitió vender su cacao en varios puertos peninsulares, además de también hacer parada en las Canarias. Para el año 1678, se estableció una restricción, de 600 toneladas de mercancías, para el comercio insular con las Indias. A fines del siglo XVII, la corona empezó a permitir el desarrollo del aporte comercial de los canarios en América (resaltando principalmente las Antillas españolas y especialmente la Capitanía General de Venezuela). Fue también en este reinado donde las Indias fueron vislumbrados como un importantísimo mercado cuyo potencial completo aún no había logrado aprovecharse; este "redescubrimiento de América" sería continuado con los Borbones y su deseo de explotar todas las dimensiones y posibilidades comerciales del Nuevo Mundo.

## Reformas borbónicas
En 1701 con la llegada del primer rey borbón tras la Guerra de sucesión española el Consejo de Despacho llevó a cabo las medidas para favorecer el comercio francés con el Imperio español americano que supusieron el inicio de la crisis que puso fin al monopolio de la Casa de Contratación de Sevilla con América. En 1701 además se concedió a la Compagnie de Guinée (participada tanto por Felipe V como por su abuelo el rey francés Luis XIV) el monopolio de la trata de esclavos con América, el asiento de negros, y privilegios para extraer oro, plata y otras mercancías, libres de impuestos en puertos donde hubiera vendido esclavos. Durante toda la crisis sucesoria, los comerciantes franceses ingresaron al Pacífico y dominaron los mercados coloniales hasta 1724, mientras que la flota francesa solía escoltar a la Flota de Indias en el Atlántico para proteger el contacto con América (debido al desastre de Vigo), otorgándole una preponderancia superior a la española. A consecuencia del Tratado de Utrecht (1713-1715) se concedió a Reino Unido un Navío de permiso al año con capacidad de 500 toneladas libres de aranceles con salida en Portobello en Panamá que fue empleado para tareas de contrabando desde y hacia Jamaica. Además Gran Bretaña obtuvo la concesión del asiento de negros para la South Sea Company y en virtud del cual podía enviar a la América española un total de 144 000 esclavos durante treinta años, sustituyendo a los franceses en el monopolio del Comercio de esclavos africanos en América. En 1717 la Casa de Contratación se trasladó a Cádiz, aunque desde 1680 se había autorizado que los barcos procedentes de América pudieran ser despachados tanto en Cádiz como en Sevilla. De 1739 a 1748 duró la Guerra del Asiento entre el Imperio Español y el Reino de la Gran Bretaña por el que Gran Bretaña renunció al navío de permiso en virtud del Tratado de Madrid.   
Estos intentos iniciales de los Borbones para lograr cierta apertura comercial pudieron deberse a que aumentaron su presencia, en el siglo XVII, de las colonias de mercaderes extranjeros (usualmente holandeses, ingleses y genoveses) que se establecían en Cádiz, siendo así que el consulado empezó a permitir la presencia de comerciantes extranjeros (pero en esta etapa, solo si estaban asegurados con respaldo diplomático) para la exportación de la producción manufacturera de América que se traía a Cádiz. También por el deseo de una modificación sustancial del sistema de flotas legado por los Habsburgo (la estructura de puertos únicos y rutas fijas), para adaptarlo a los nuevos tiempos y sea práctico con las circunstancias presentes. Siendo así que para el año 1705 se estableció una Junta de Comercio, y una Junta de Restablecimiento del Comercio, así como Junta de Hacienda y Comercio en el año 1713, que por sus propias cuentas harían un análisis para desarrollar los medios más adecuados que lograsen optimizar las relaciones mercantiles con los dominios españoles de Ultramar. Se contratarían asesores franceses como Ambrosio Daubentos y Nicolás Mesnager.
En el año de 1718, a través de la concesión del Reglamento de Comercio para el comercio con América, se permitió, otra vez, que las Islas Canarias pudieran negociar 1000 toneladas con América (puesto que ya se le habían autorizado 400 toneladas para comerciar con Puerto Rico), importándose, a América y la Península, cueros, orchilla, pez, maderas, azúcar y otros productos canarios.
Esta situación de una excesiva entrada de participación extranjera en el mercado hispano (en el que aún no había capacidad para que las industrias del imperio español pudieran competir con los precios británicos), se intentó paliar con el establecimiento de "compañías privilegiadas" (inspiradas en las sociedades comerciales de Inglaterra y Francia), como la Real Compañía de Honduras (1714), la Compañía Guipuzcoana de Caracas (1728), la  Compañía de La Habana (1740), la Compañía de Comercio y Fábrica de Zaragoza (1746), la Compañía de San Fernando de Sevilla (1748), la Compañía de Comercio de Barcelona a Indias (1765), la Real Compañía de Filipinas (1785), etc; también se otorgó privilegios reales a un número de manufacturas reales establecidas durante este periodo. Estas políticas comerciales buscaban el desarrollo de un mercado más inclusivo que lograse integrar a las regiones americanas marginales, así como Filipinas, en el comercio internacional; así como reducir la piratería y el contrabando de los franceses, holandeses e ingleses.
A partir de 1740 las reformas borbónicas consistieron en la implantación de la derrota libre, y del llamado navío de registro. A partir del sistema de navíos de registro, los comerciantes, tras solicitar la autorización correspondiente, podían cruzar el Atlántico por iniciativa propia, reemplazando de este modo a las tradicionales flotas. Este sistema suprimió innumerables trámites burocráticos y agilizó el envío de barcos mercantes, modernizando y aumentando el intercambio comercial entre América y la Metrópoli. Por ejemplo, para mediados de la década de 1740, llegaban con normalidad barcos desde el puerto de Barcelona.
El primer paso para la liberalización del comercio tuvo lugar en 1765 por el que se abrieron los puertos del Caribe al comercio directo con España, entre las islas de Barlovento (Trinidad, Margarita, Cuba, Puerto Rico y Santo Domingo) y los puertos hispanos de Cádiz, Sevilla, Barcelona, Cartagena, Santander Alicante, Gijón, La Coruña y Málaga; otros lugares indianos y peninsulares se irían agregando en años posteriores, siendo las primeras señales del reglamento de 1778. En 1750 se había suprimido el derecho de palmeo que en 1765 fue sustituido por una tributación ad valorem con un 6% para productos españoles y un 7% para los extranjeros. La liberalización continuó con el reglamento de 1774 por el que se permitía el libre comercio entre los puertos americanos. En América se autorizaron nueve puertos mayores: La Habana, Cartagena, Montevideo, Buenos Aires, Valparaíso, Concepción, Arica, Callao y Guayaquil y también trece menores que fueron Puerto Rico, Santo Domingo, Montecristo, Santiago de Cuba, Trinidad, Margarita, Campeche, Santo Tomás de Castilla, Omoa, Santa Marta, Río de la Hacha, Portobelo y Chagres. Sin embargo, los puertos del Virreinato de Nueva España y Virreinato de Nueva Granada fueron excluidos del reglamento hasta 1789.
En 1768, las nuevas normas reservadas al Caribe se hicieron extensivas también a Luisiana y, en 1770, a Yucatán y Campeche. En 1770 el libre tráfico comercial fue autorizado para las Antillas, se permitió comerciar con Perú y Nueva Granada. El Reglamento y aranceles reales para el comercio libre de España a Indias de 1778 autorizó al comercio de 13 puertos de España con 27 de América. Hubo una serie de puertos donde se estuvo comerciando libremente y por otro lado se crearon los consulados de Veracruz y Puebla. En 1776 zarpó la última flota de Indias.

### 1778: Reforma del monopolio con elreglamento de libre comercio
Ante las dificultades del comercio con las Indias el 12 de octubre de 1778, por real decreto, se terminó con el monopolio del puerto de Cádiz y se abrieron al comercio libre, Perú, Chile y el Río de la Plata y en otros 13 puertos en España como Almería, Tortosa, Palma de Mallorca y Santa Cruz de Tenerife en Canarias, aunque Cádiz siguió concentrando 2/3 del comercio con América. Se mantuvo la prohibición de negociar con puertos no españoles sin permiso real, y se siguió negando a las colonias la posibilidad de comerciar entre ellas con productos que pudieran competir con las mercancías procedentes en España previamente importadas de otros países europeos. Si bien en términos generales el comercio aumentó, las colonias se vieron sumidas en una balanza de pagos negativa. Este reglamento se complementa con una serie de medidas que se van implementando a lo largo de los años: bajada de las tarifas y reunificación de impuestos, fin del monopolio de Cádiz y Sevilla, apertura de diversos puertos españoles y americanos al comercio, así como ampliación del permiso para la libre trata de esclavos en 1789.  
Sin embargo, se mantuvieron algunas restricciones con respecto a determinados productos en favor de las elaboraciones peninsulares, además, quedaron excluidas de las anteriores políticas el Virreinato de Nueva España (debido a que el consulado de México presiono para mantener el sistema de flota para Nueva España) y la Capitanía General de Venezuela (que aún dependía, irónicamente, de los privilegios aún vigentes de la Compañía Guipuzcoana de Caracas).

### 1790: Fin del monopolio comercial
Primero, en 1785, la Compañía Guipuzcoana de Venezuela fue declarada extinta en el año 1785, en son de lograr aplicación plena de las reformas borbónicas y su deseo de consagrar el librecambio comercial entre España e Hispanoamérica, tal como predecía Juan Francisco de León, siendo trasladadas sus funciones en la Real Compañía de Filipinas (que posteriormente quedaría inoperativa pocas décadas despue). Aunque, ya desde 1752, luego de reprimirse a una revuelta (en la que se denunció que estaba involucrada está compañía), ya se andaba permitiendo a los hacendados y mercaderes criollos la compra de acciones de la Compañía, por lo que de facto ya había participación americana en los beneficios de la empresa.
Luego, en una real orden del 28 de febrero de 1789, Carlos IV declaró que el reglamento de libre comercio de 1778 se extendía al virreinato de Nueva España. En 1790 se suprime la Casa de Contratación de Indias en Cádiz. Con ello culminó el proceso de librecambio iniciado en 1765, con un mercado libre que abarca casi toda América y conecta Europa con Asia.

## Debate entre los contemporáneos
Durante el tiempo que duró el monopolio español, hubo voces críticas hacía el mismo entre la intelectualidad española.
Por ejemplo, el Jurista Juan de Solórzano Pereira, el más destacado publicista del derecho indiano, en su obra Política Indiana y De Indiarum iure, donde afirmaba que “Los comercios son del derecho de las gentes”, bajo el fundamento de que no hay pueblo que pueda desarrollarse sin la actividad comercial, y consecuentemente, siendo controversial que no se garantice el derecho para comerciar con los que son sus agentes naturales de un pueblo (América), siendo entonces injusto que la monarquía española excluya a otros pueblos (los extranjeros de los reinos de Castilla y León) ejercer el comercio en la Indias, “no menos que si los franceses prohibiesen a los italianos comerciar con los españoles o navegar por sus mares”. Sin embargo, terminaría aceptando la legitimidad de la ley en tanto que la autoridad de la Iglesia católica tiene el derecho de “prohibir no sólo la predicación, sino también el comercio dentro de esas mismas fronteras [de las Indias|, si ello es más conveniente para la propagación de la religión cristiana”, aquel propósito evangelizador sería la ratio de las restricciones, porque las libertades de comercio en el derecho de gentes terminan cediendo ante el derecho natural, debido a si otro príncipe se guía "por justas y legítimas causas” y/o que el Papa háyase concedido el monopolio si fuera conveniente con el fin de la propagación de la fe cristiana, por lo tanto, el interés particular se termina subordinando al “bien general de la Iglesia y de los indios”, basándose en la primacía del ius divinum sobre el ius gentium en el derecho tomista.

“el precepto divino de procurar la conversión de las almas supera y está por encima de ese otro que, introducido por el derecho de gentes, deja libre a todos la travesía del mar y admite el comercio de pueblos extranjeros con los indios y con cualesquiera naciones"
Juan de Solórzano Pereira. De lndiarum iure, II, 25, 65

La causa legítima del monopolio terminaría resumiéndose en "el temor de que con la admisión y mezcla de tales extranjeros se pueda temer alguna turbación en el reino, inteligencia y descubrimiento de sus fuerzas y secretos, o perversión y corrupción en la fe, religión y buenas costumbres”.
Por otro lado Juan de Hevia Bolaño, también hace apología a las medidas del monopolio español, basándose en que la ausencia de estas leyes podrían provocar los siguientes males: la depravación de las leyes en las Indias o las costumbres de los indígenas, la aparición de monipodios y usuras prohibidas e inmorales, el develamiento de secretos, el saqueo de la moneda, etc.

## Comparación con la política comercial de otros imperios coloniales

### Imperio Británico
Desde el siglo XVII, el Reino de Inglaterra estableció las Actas de Comercio y Navegación, en el cual restringieron a los barcos extranjeros para comerciar con Inglaterra (más tarde Gran Bretaña y sus colonias) con el fin de defender su industria, por medio de monopolizar el comercio con sus colonias y asegurar al menos esas ganancias. Fueron instauradas como reacción al fin de los embargos españoles sobre el comercio entre el Imperio español y la República holandesa, terminada la Guerra de los Ochenta Años. El contenido de dichas actas incluía:
- Que todas las colonias inglesas estuvieran subordinadas al Parlamento: Aunque intentó ser una política coherente, en la práctica esto provocó que las decisiones se tomaran a miles de kilómetros del teatro real de transacciones, no había equivalentes a los consulados de México y Perú en la América británica.
- Se prohibía cualquier desarrollo industrial de las colonias capaz de competir con el de Inglaterra: Requerían que todas las importaciones de una colonia fueran compradas a Gran Bretaña o revendidas por comerciantes británicos en Gran Bretaña, independientemente del precio que se pudiera obtener en otros lugares. Así, las colonias terminaban suministrando materias primas para la industria británica y, a cambio de este mercado garantizado, las colonias comprarían productos manufacturados desde o a través de Gran Bretaña.
- Que el comercio con las colonias estuviera monopolizado por los navegantes ingleses: Las leyes reflejaban la teoría económica del mercantilismo, buscándose mantener todos los beneficios del comercio dentro de sus respectivos imperios y minimizar la pérdida de oro y plata, o ganancias, para los extranjeros a través de compras y comercio. Con ello, los colonos ingleses estaban impedidos de participar en el comercio del Galeón de Manila.

Las Actas de navegación terminarían siendo derogadas en 1849, cuando empezaba a vislumbrarse que el librecambismo (implantado ya por España decenas de años antes) era la respuesta para desarrollar el comercio de la industria.